# Марк Аврелій Котта (претор)
Марк Авре́лій Ко́тта (лат. Marcus Aurelius Cotta; близько 94 до н. е. — після 49 до н. е.) — політичний та військовий діяч Римської республіки, претор 54 або 50 року до н. е.

## Життєпис
Походив з патриціанського роду Авреліїв. Син Марка Аврелія Котти, консула 74 року до н. е. Народився близько 94 року до н. е. Про його молоді роки мало відомостей. Можливо супроводжував батька в походах до Понту та Віфінії.
Близько 58 року до н. е. звинуватив у вимаганні Гая Папірія Карбона (той у 67 році до н. е. звинувачував у тому ж батька Марка Аврелії Котти) і домігся його засудження.
Ймовірно, займав посаду претора в 54 або 50 роках до н. е. У 49 році до н. е., після початку громадянської війни між Гаєм Юлієм Цезарем і Гнеєм Помпеєм Великим приєднався до останнього і отримав посаду пропретора Сардинії. Втім в цьому році його вигнали звідти місцеві жителі, які підтримували Цезаря, і він втік до Африки.
Про подальшу долю Котти невідомо, в усякому разі помер десь після поразки помпеянців у битві при Тапсі, або до того.

## Родина
- Дружина — Кальпурнія

Діти:
- Аврелія Старша (близько 55— після 35 до н. е.), дружина Марка Лоллія, консула 21 року до н. е.
- Марк Аврелій Котта (близько 50— після 10 до н. е.)
- Аврелія Секунда (близько 40 — після 12 до н. е.), дружина Марка Валерія Мессали Корвіна, консула 31 року до н. е.